# غابور تاماس ناغي
غابور تاماس ناغي (بالمجرية: Nagy Gábor Tamás)‏ هو سياسي مجري، ولد في 8 أكتوبر 1960 في المجر. حزبياً، نشط في فيدس – الاتحاد المدني المجري. انتخب mayor of Budapest District I ‏ (2014 – ) وانتخب عضو الجمعية الوطنية المجرية.